# Hans bedre Halvdel
Hans bedre Halvdel er en dansk stumfilm fra 1920, der er instrueret af Lau Lauritzen Sr. efter manuskript af Alfred Kjerulf.

## Handling
Denne artikel mangler et handlingsreferat. Hjælp os med at skrive det.

## Medvirkende
- Oscar Stribolt - Palle Skram, kunstmaler
- Johanne Fritz-Petersen - Misse Vang, kunstmalerinde
- Lauritz Olsen - Mr. James Sobby